# Mamen
Mamen es una serie de historieta creada por la dibujante argentina Mariel Soria (Mariel) y Manuel Barceló en 1983 para la revista El Jueves, luego recopilada en varios álbumes. Con los personajes de Mamen, mujer joven e independiente, su círculo de amigas y su madre, fue uno de los mitos eróticos del cómic español, debido a su cercanía de chica ingenua y a su vez reivindicativa, y al aparecer desnuda en muchos capítulos.

## Trayectoria
El personaje nació en las páginas de una serie anterior llamada Contactos, que guionizaba Andreu Martín y que se recopiló en la colección Pendones del humor, números 4, 10 y 15, correspondientes a los años 1983 y 1984. En dicha colección se han editado también recopilaciones de Mamen de los años 1985 a 1993, con los números 21, 29, 50, 61, 68, 80, 98, 109 y 126. La serie siguió publicándose semanalmente en la revista El Jueves hasta el verano del 2011.

Sobres de azúcar con personajes de El Jueves (Mamen: parte inferior derecha)

## Descripción
Ocupa una página a todo color, y relata las aventuras de una joven pelirroja de ojos verdes llamada Mamen, progre y abierta de mente, según sus creadores. Al principio hablaba en tono desenfadado de «la liberación de la mujer», y después representaba «a una persona políticamente más comprometida, pero no una abanderada de nada ni un panfleto, sino al ciudadano de a pie cabreado».
La historieta trata el tema de las relaciones de pareja y la sexualidad, y el personaje lleva una vida sexual liberal, en la que se cruzan varios «novios» y amantes. A partir de dichas relaciones, aparecen otros personajes que acaban de dar cuerpo a la trama (el argentino, su madre, su padre...).